# طب الأمراض المنقولة جنسيا
طب الأمراض المنقولة جنسياً أو طب الأمراض الزهرية هو فرع من فروع الطب ومتعلق بدراسة وعلاج الأمراض المنقولة جنسيا، وعادة ما يختص الأطباء بهذا الاختصاص مع طب الجلد.
تشمل الأمراض التناسلية العدوى البكتيرية والفيروسية والفطرية والطفيلية المنقولة جنسيا، ومن أهمها الإيدز والزهري والسيلان وداء المبيضات وعدوى الهربس وفيروس الورم الحليمي البشري والجرب. ومن الأمراض الأخرى القريح والدبل المناخي وداء الدونوفانيات والتهاب الكبد ب وعدوى الفيروس المضخم للخلايا.
إن التسمية الإنجليزية (Venereology) مشتقة من كلمة Venus أو فينوس وهي إلهة متعلقة بالحب في المعتقد الروماني القديم.